# Петар Анагности
Петар Анагности (Одеса, 26. мај 1909 – Београд, 1996) био је руско-српски архитекта и професор универзитета.

## Биографија
Двадесетих година 20. века са родитељима емигрирао у Србију, где је провео остатак живота.
Био је професор на Архитектонском факултету у Београду, а написао је и уџбенике из нацртне геометрије (1942) и перспективе (1948) који су се на београдском, сарајевском и нишком архитектонском факултету користили све до краја 20. века.

## Одабрана дела
- Интернат београдске богословије на Карабурми (заједно са А. Дероком)
- Епархијски конак у Нишу (заједно са А. Дероком)